# Kirk Douglas
Kirk Douglas (właśc. Issur Danielovitch; ur. 9 grudnia 1916 w Amsterdamie, zm. 5 lutego 2020 w Beverly Hills) – amerykański aktor filmowy i telewizyjny. Laureat Oscara za całokształt twórczości (w 1996). Trzykrotnie nominowany do tej nagrody za role pierwszoplanowe w filmach: Champion (1949), Piękny i zły (1952) oraz Pasja życia (1956). Jeden z największych gwiazdorów „Złotej Ery Hollywood”. American Film Institute umieścił go na 17. miejscu na liście największych amerykańskich aktorów wszech czasów (The 50 Greatest American Screen Legends).

## Życiorys

### Wczesne lata
Urodził się w Amsterdamie w stanie Nowy Jork jako Issur Danielovitch. Matka Bryna „Bertha” (z domu Sanglel; 1884–1958) pochodziła z Ukrainy, a ojciec Herschel „Harry” Danielovitch (1884–1950) urodził się w Moskwie. Jego rodzice byli żydowskimi imigrantami z Czausów na terenie dzisiejszej Białorusi.  W 1908 osiedlili się w Amsterdamie, w stanie Nowy Jork. Obydwoje rodzice byli analfabetami, posługiwali się łamaną angielszczyzną i żyli w ubóstwie.
W wieku 14 lat postanowił zostać aktorem. W 1934 ukończył Wilbur H. Lynch High School w Amsterdamie. W latach 1935–1939 studiował język angielski na St. Lawrence University w Canton, w stanie Nowy Jork. Wkrótce otrzymał stypendium na Amerykańskiej Akademii Sztuk Dramatycznych w Nowym Jorku, gdzie przyjechał autostopem, z kilkoma dolarami w kieszeni. Żeby się utrzymać, pracował jako woźny, goniec hotelowy, kelner i zawodowy zapaśnik.
W 1941 pod pseudonimem George Spelvin Jr. zadebiutował na Broadwayu w śpiewanej roli chłopca pracującego w Western Union w musicalu Znów wiosna (Spring Again). Występował też w spektaklach: Trzy siostry (1942), Kiss and Tell (1943) jako porucznik Lenny Archer i Trio (1944). Potem zmienił imię i nazwisko na Kirk Douglas i odbył służbę w Amerykańskiej Marynarce Wojennej, od włączenia się USA do II wojny światowej w 1941, do jej zakończenia w 1945 r.

### Kariera

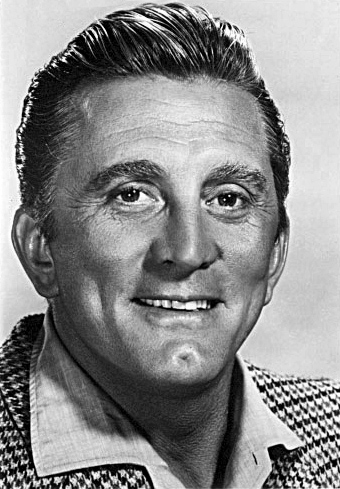
Kirk Douglas (1969)

W 1945 powrócił do Nowego Jorku, próbując swoich sił w reklamie, radiu i w teatrze na Broadwayu w przedstawieniach: Alice in Arms (1945), The Wind Is Ninety (1945) i Kobieta gryzie psa (Woman Bites Dog, 1946). Dzięki rekomendacji jego przyjaciółki Lauren Bacall podpisał kontrakt z Wallis i zadebiutował na kinowym ekranie w dramacie noir Dziwna miłość Marthy Ivers (The Strange Love of Martha Ivers, 1946) w reżyserii Lewisa Milestone’a z Barbarą Stanwyck. Po występie w dramacie kryminalnym Jacques’a Tourneura Człowiek z przeszłością (1947) i adaptacji sztuki Eugene’a O’Neilla Żałoba przystoi Elektrze (Mourning Becomes Electra, 1947), na planie dramatu kryminalnego Samotny spacer (I Walk Alone, 1947) poznał Burta Lancastera, z którym się zaprzyjaźnił i zagrał w kolejnych pięciu filmach: Pojedynek w Corralu O.K. (1957), Uczeń diabła (1959), Siedem dni w maju (1964), Zwycięstwo nad Entebbe (1976) i Twardziele (1986).
Jako nieradzący sobie z życiem bokser Michael „Midge” Kelly w melodramacie sportowym Marka Robsona Champion (1949) dostał nominację do Oscara dla najlepszego aktora pierwszoplanowego. Za rolę Jonathana Shieldsa w melodramacie Vincente Minnellego Piękny i zły (1952) był ponownie nominowany do Oscara. Kreacja Vincenta van Gogha w filmie biograficznym Pasja życia (1956) na podstawie książki Irvinga Stone’a przyniosła mu nagrodę Złotego Globu i kolejną nominację do Oscara.
W 1955 Kirk Douglas wspólnie z żoną Annie założył jedno z pierwszych w Stanach Zjednoczonych niezależnych studiów filmowych Bryna, od imienia matki Douglasa. Największe sukcesy osiągnęły filmy z Douglasem w roli głównej takie jak Spartakus (1960) Stanleya Kubricka, w którym zagrał tytułową postać przywódcy powstania niewolników, Wikingowie (1958), dramat wojenny Kubricka Ścieżki chwały (1957), western Ostatni kowboj (1962) i dreszczowiec polityczny Siedem dni w maju (1964).
W 1968 odebrał Nagrodę im. Cecila B. DeMille’a za całokształt twórczości. Zagrał w takich hollywoodzkich produkcjach jak: Układ (1969) czy Był sobie łajdak (1970). Zasiadał w jury konkursu głównego na 23. MFF w Cannes (1970).
Za rolę naukowca Adama, mieszkańca pozaziemskiej stacji doświadczalnej „Tytan” w dreszczowcu sci-fi Saturn 3 (1980), był nominowany do Złotej Maliny dla najgorszego aktora. Przewodniczył jury konkursu głównego na 33. MFF w Cannes (1980).
Powrócił na ekran w komedii kryminalnej Johna Landisa Oskar, czyli 60 kłopotów na minutę (1991) jako Eduardo Provolone i komedii Jonathana Lynna Sknerus (1994) w roli dziadka-milionera. W 1996 otrzymał nagrodę Oscara za całokształt twórczości aktorskiej i został zmuszony do przejścia na emeryturę m.in. ze względu na problemy z mową po udarze mózgu. Choć po miesiącach pracy z terapeutą odzyskał władzę nad językiem, nie czuł już takiego komfortu przed kamerą jak wcześniej. Ostatnimi filmami Kirka Douglasa były komediodramat Freda Schepisiego Wszystko w rodzinie (2003) i melodramat Illusion (2004).
Był autorem siedmiu książek – dwóch autobiografii: Syn śmieciarza i Wspinając się na górę, trzech powieści oraz dwóch książek dla dzieci.
Był aktywny społecznie. W 1981 otrzymał Prezydencki Medal Wolności, najwyższe cywilne odznaczenie przyznawane przez prezydenta USA. W 1999 został uhonorowany przez Amerykański Instytut Filmowy nagrodą za życiowe osiągnięcia w dziedzinie filmu. Ponadto pełnił funkcję ambasadora dobrej woli dla Departamentu Stanu USA. Był kawalerem francuskiego orderu Legii Honorowej.
W 1966 gościł w łódzkiej Filmówce, gdzie spotkał się ze studentami i dziennikarzami. Relacją z tej wizyty jest etiuda Marka Piwowskiego i Feriduna Erola, Welcome Kirk.

## Życie prywatne
2 listopada 1943 poślubił aktorkę Dianę Dill (ur. 1923, zm. 2015). Mieli dwóch synów: Michaela (ur. 1944), który podobnie jak ojciec został słynnym aktorem, i Joela (ur. 1947). Jednak 23 lutego 1951 doszło do rozwodu. 29 maja 1954 ożenił się z Anne Buydens (1919–2021), z którą miał dwóch synów: Petera (ur. 1955) i Erica (ur. 1958, zm. w 2004 wskutek przypadkowego przedawkowania leków przeciwbólowych, środków nasennych i alkoholu). Zamieszkał z żoną w dzielnicy Beverly Hills w Los Angeles.
W wieku 92 lat prowadził własny blog, który czytało ok. 4 tys. osób.
7 stycznia 2018, w miesiąc po swoich 101. urodzinach pojawił się na ceremonii rozdania Złotych Globów. Wraz ze swoją synową Catherine Zetą-Jones wręczył nagrodę za najlepszy scenariusz. 6 listopada tego samego roku po raz kolejny pojawił się publicznie towarzysząc swojemu synowi Michaelowi podczas uroczystości odsłonięcia jego gwiazdy w hollywoodzkiej Alei Sław. 
Zmarł 5 lutego 2020 w swoim domu w Beverly Hills w Kalifornii w wieku ponad 103 lat. 7 lutego 2020 po prywatnej ceremonii pogrzebowej został pochowany na Westwood Village Memorial Park Cemetery – cmentarzu przy Glendon Avenue w dzielnicy Westwood w Los Angeles.

## Upamiętnienie
W 2015 w biograficznym filmie Trumbo o Daltonie Trumbo w rolę Kirka Douglasa wcielił się Dean O’Gorman.

## Filmografia

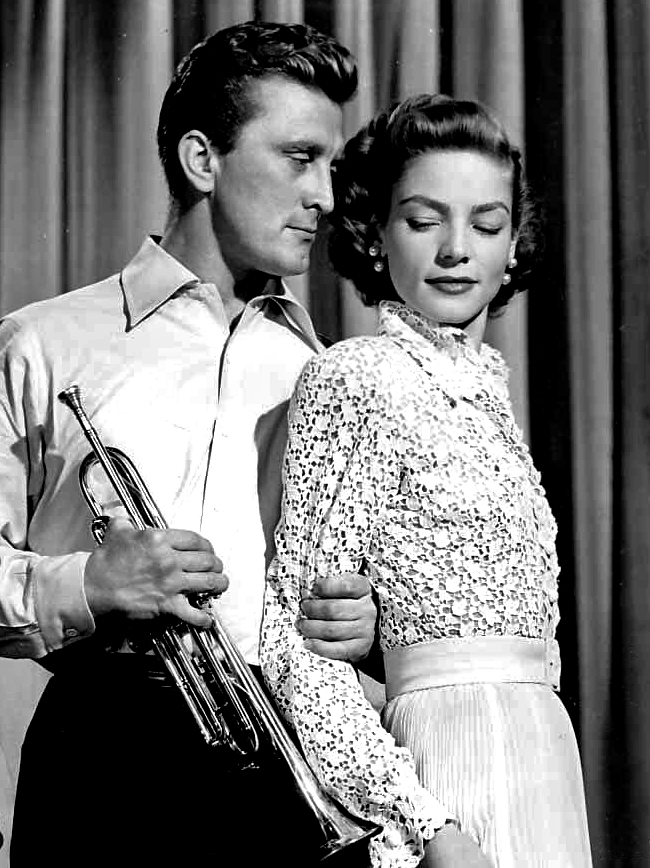
Kirk Douglas z Lauren Bacall w filmie Młody człowiek z trąbką (1950)

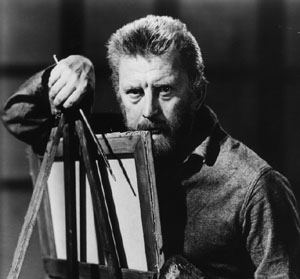
Kirk Douglas jako Vincent van Gogh w filmie Pasja życia (1956)

Kirk Douglas z żoną Anne Buydens i prezydentem Ronaldem Reaganem (1987)

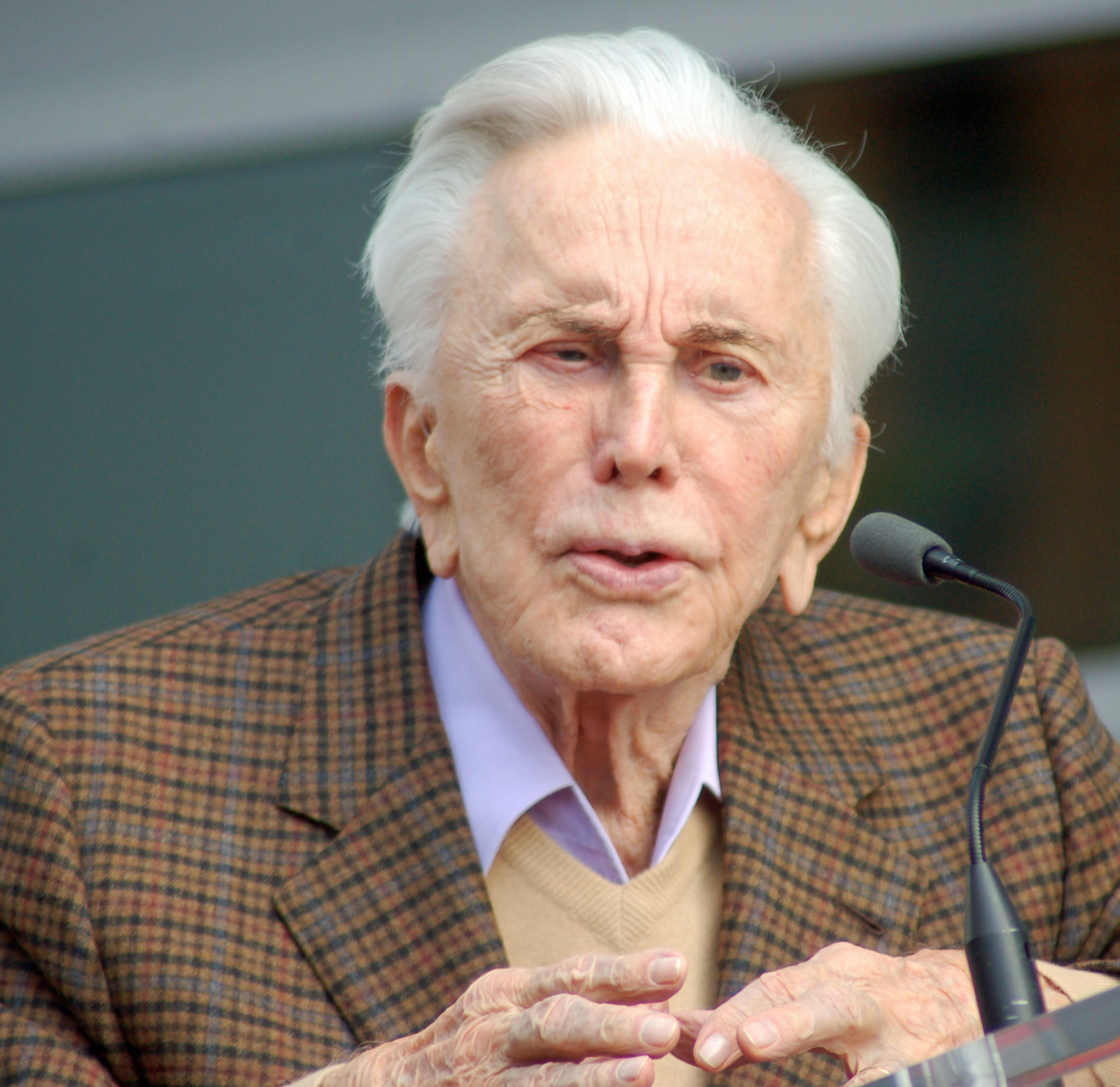
Kirk Douglas (2011)

- Dziwna miłość Marthy Ivers (1946) jako Walter O’Neil
- Człowiek z przeszłością (1947) jako Whit Sterling
- Żałoba przystoi Elektrze (1947) jako Peter Niles
- Samotny spacer (1948) jako Noll „Dink” Turner
- Mury Jerycha (1948) jako Tucker Wedge
- Moja droga sekretarka (1949) jako Owen Waterbury
- List do trzech żon (1949) jako George Phipps
- Champion (1949) jako Michael „Midge” Kelly
- Młody człowiek z trąbką (1950) jako Rick Martin
- Szklana menażeria (1950) jako Jim O’Connor
- Na granicy życia i śmierci (1951) jako szeryf Len Merrick
- As w potrzasku (1951) jako Charles „Chuck” Tatum
- Opowieść o detektywie (1951) jako detektyw James „Jim” McLeod
- Wysokie drzewa (1952) Jim Fallon
- Bezkresne niebo (1952) jako Jim Deakins
- Piękny i zły (1952) jako Jonathan Shields
- Historia trzech miłości (1953) jako Pierre Narval
- Kuglarz (1953) jako Hans Muller
- Ich wielka miłość (1953) jako Robert Teller
- 20 000 mil podmorskiej żeglugi (1954) jako Ned Land
- Ulisses (1954) jako Ulisses
- The Racers (1955) jako Gino Borgesa
- Człowiek bez gwiazdy (1955) jako Dempsey Rae
- Indiański wojownik (1955) jako Johnny Hawks
- Pasja życia (1956) jako Vincent van Gogh
- Top Secret Affair (1957) jako gen. Melville Goodwin
- Pojedynek w Corralu O.K. (1957) jako Doc Holliday
- Ścieżki chwały (1957) jako płk. Dax
- Wikingowie (1958) jako Einar
- Ostatni pociąg z Gun Hill (1959) jako szeryf Matt Morgan
- Uczeń diabła (1959) jako Richard „Dick” Dudgeon
- Obcy, gdy się spotykają (1960) jako Larry Coe
- Spartakus (1960) jako Spartakus
- Ostatni zachód słońca (1961) jako Brendan O’Malley
- Miasto bez litości (1961) jako mjr Steve Garrett
- Ostatni kowboj (1962) jako John W. „Jack” Burns
- Dwa tygodnie w innym mieście (1962) jako Jack Andrus
- The Hook (1963) jako sierż. P.J. Brisco
- Lista Adriana Messengera (1963) jako George Brougham/pastor Atlee/pan Pythian/Arthur Henderson
- Pieniądze albo miłość (1963) jako Donald „Deke” Gentry
- Siedem dni w maju (1964) jako płk. Martin „Jiggs” Casey
- Bohaterowie Telemarku (1965) jako dr Rolf Pederson
- Wojna o ocean (1965) jako kpt. Paul Eddington
- Czy Paryż płonie? (1966) jako gen. George Patton
- Cień olbrzyma (1966) jako płk David „Mickey” Marcus
- Pancerny wóz (1967) jako Lomax
- Zachodni szlak (1967) jako senator William J. Tadlock
- Braterstwo (1968) jako Frank Ginetta
- Przyjemny sposób na umieranie (1968) jako Jim Schuyler
- Układ (1969) jako Eddie Anderson
- Był sobie łajdak (1970) jako Paris Pitman Jr.
- To Catch a Spy (1971) jako Andrej
- Latarnia na końcu świata (1971) jako Will Denton
- Pojedynek rewolwerowców (1971) jako Will Tenneray
- Człowiek godny szacunku (1972) jako Steve Wallace
- Doktor Jekyll i pan Hyde (1973) jako dr Jekyll/pan Hyde
- Nicpoń (1973) jako Peg (także reżyseria)
- Oddział (1975) jako Howard Nightingale (także reżyseria)
- Bez zobowiązań (1975) jako Mike Wayne
- Zwycięstwo nad Entebbe (1976) jako Hershel Vilnofsky
- Ciałopalenie 2000 (1977) jako Robert Caine
- Furia (1978) jako Peter Sandza
- Kaktus Jack (1979) jako Jack Kaktus
- Rodzinka na ekranie (1980) jako dr Tuttle
- Saturn 3 (1980) jako Adam
- Końcowe odliczanie (1980) jako kpt. Matthew Yelland
- Człowiek znad Śnieżnej Rzeki (1982) jako Harrison/Spur
- Dopaść Ediego (1983) jako Carl Marzack
- Sięgnij po broń (1984) jako Harry H. Holland
- Amos (1985) jako Amos Lasher
- Twardziele (1986) jako Archie Long
- Queenie (1987; serial TV) jako David Konig
- Kto sieje wiatr (1988) jako Matthew Harrison Brady
- Veraz (1991) jako Quentin
- Opowieści z krypty (1989-96; serial TV) jako gen. Kalthrob (gościnnie, 1991)
- Oscar (1991) jako Eduardo Provolone
- Tajemnica (1992) jako Mike Dunmore
- Zabierz mnie w ostatnią podróż (1994) jako Ed Reece
- Sknerus (1994) jako Joe McTeague
- Brylanty (1999) jako Harry Agensky
- Dotyk anioła (1994−2003; serial TV) jako Ross Burger (gościnnie, 2000)
- Wszystko w rodzinie (2003) jako Mitchell Gromberg
- Illusion (2004) jako Donal Baines
- Empire State Building Murders (2008) jako Jim Kovalski[24]

## Publikacje
- 1986 Wisdom of the Elders
- 1988 The Ragman’s Son (Syn śmieciarza)
- 1991 Dance With the Devil (Taniec z diabłem)
- 1992 The Gift
- 1994 Last Tango in Brooklyn (Ostatnie tango w Brooklynie)
- 1997 The Broken Mirror
- 1999 Young Heroes of the Bible (Młodzi bohaterowie biblijni)
- 2001 Climbing The Mountain: My Search For Meaning (Wspinając się na górę)
- 2002 Rabbis: Observations of 100 Leading and Influential Rabbis of the 21st Century
- 2003 My Stroke of Luck (Uderzenie szczęścia, przeł. Maria Zborowska, Wydawnictwo Zysk i S-ka, Poznań, ISBN 83-7298-283-X)